# Кілька днів у вересні
«Кілька днів у вересні» — фільм 2006 року.

## Зміст
1 вересня 2001. До трагедії залишилося 10 днів. Еліот, агент ЦРУ, отримує доступ до безцінної інформації і зникає. Його розшукують спецслужби всього світу. Єдина ниточка – Ірен, агент французької розвідки, яку Еліот просив знайти свою доньку, залишену 10 років тому у Франції. Найманий убивця, поет і психопат – Вільям Паунд, переслідує Ірен, сподіваючись через неї вийти на Еліота. Міжнародне шпигунство, змови, вбивства ведуть героїв із Парижа до Венеції. А дні йдуть.